# Richie Niemiera
John Richard Niemiera, detto Richie (Chicago, 24 gennaio 1921 – Berwyn, 27 dicembre 2003), è stato un cestista e allenatore di pallacanestro statunitense, professionista nella ABL, nella NBL, nella BAA, nella NBA e nella NPBL.